# Fiaker Nr. 13
Fiaker Nr. 13 bzw. Einspänner Nr. 13 ist ein zum Jahresende 1925 in Frankreich hergestellter, österreichisch-deutscher Stummfilm von Michael Kertész mit der Französin Lili Damita, die unmittelbar zuvor in Kertész’ Inszenierung Das Spielzeug von Paris  groß herausgestellt worden war, in der weiblichen Hauptrolle. In den männlichen Hauptrollen sind Jack Trevor, Walter Rilla und Paul Biensfeldt als Kutscher des Fiakers Nr. 13 zu sehen. Die Vorlage zur Geschichte war Xavier de Montpins Fiacre Nr. 13.
Im Jahr 2024 erschien der komplette Roman FIAKER NUMMER 13 in drei Bänden in der deutschen Erstübersetzung von Gerd Frank (Amazon/Independently published): 1: Abel und Berthe/2: Die Waise/3: Gerechtigkeit.

## Handlung
Paris im Jahre 1910. Die noch junge Lilian hat bereits ein schweres Leben hinter sich. Ihre unbekannte, bitterarme Mutter starb bei ihrer Geburt, und ihr leiblicher Vater gab sie als Baby zu treuen Händen an eine Wäscherin weiter. Der Vater, selbst ein Habenichts, hat sich anschließend nach Südamerika abgesetzt. Dort ist er allerdings, ohne dass Lilian davon weiß, zu einem enorm reichen Mann geworden. Lilian wuchs derweil beim braven Droschkenkutscher Jacques Carotin auf, der mit seinem Fiaker Nr. 13 Personen in der französischen Hauptstadt, die zu dieser Zeit noch weitgehend autolos ist, von A nach B kutschiert. Lilian zeigt besonderes Talent als Tänzerin und hat ihre große Liebe in dem grundehrlichen Lucien Rebout, einem anständigen, bodenständigen Mann, gefunden.
Jetzt, wo Lilian 18 Jahre alt wird, gerät ihr unter Ziehvater Carotin wohlgeordnetes Leben, aus den Fugen. Denn ein weiterer Mann tritt in Lilians Leben, der abgefeimte und amoralische Lebemann und Hochstapler Tapin. Der hat in einer Bibel, die einst Lilians Mutter zu Geld machte, einen Brief der Wäscherin entdeckt und beginnt nunmehr Lilian zu umgarnen. Anfänglich zeigt sich Lilian für dessen Schmeicheleien empfänglich. Es stellt sich heraus, dass der heimgekehrte leibliche Vater der Tänzerin sehr vermögend geworden ist, sodass Tapin mit Lilian eine gute Partie machen würde. Schließlich erkennt Lilian jedoch den wahren Charakter Tapins und kehrt reuevoll zu ihrer Jugendliebe Lucien zurück. Nun hat sie nicht nur einen Ehemann in spe gefunden, sondern auch noch gleich zwei Väter, die sich beide sehr darum bemühen, Lilian ein glückliches Leben zu bereiten. Am Ende der Geschichte kutschiert der alte Carotin mit seinem Fiaker Nr. 13 Lilian und Lucien zwecks Eheschließung zur Kirche.

## Produktionsnotizen
Fiaker Nr. 13 entstand im Herbst 1925 in Paris und Berlin (Studioaufnahmen), passierte die deutsche Filmzensur am 2. Februar 1926 und wurde drei Tage später in Wien uraufgeführt. Die Deutschland-Premiere war am 18. März 1926 im Berliner Capitol-Kino. Der Sechsakter besaß eine Länge von 2506 Meter.
Paul Leni gestaltete die Filmbauten.

## Kritiken
Die Salzburger Chronik fand, dass Paul Biensfeldt den Fiakerkutscher „famos dargestellt“ habe und konstatierte, dass Lili Damita verstehe, „das Mädel abgesehen von einigen Uebertreibungen in den ersten Akten, auch wirklich reizend und liebenswürdig darzustellen, während Jak [sic!] Trevor als herabgekommener Lebemann eine wahre Prachtleistung bringt. Besonders hervorzuheben ist die glänzende Ausstattung ...“
Die Stunde konstatierte einen von „Michael Kertész glänzend inszenierten Film” und lobte vor allem Hauptdarstellerin Damita, die “auch in ihrer neuen Rolle durch eminentes Können” brilliere. Der Regisseur habe „mit seinem neuen Film wieder einen ebenso künstlerisch hochstehenden wie zugkräftigen Schlager geschaffen.“